# سارا بهمنیار
سارا بهمنیار (زادهٔ ۱ فروردین ۱۳۷۸) کاراته‌کار اهل ایران است.
وی در مسابقات لیگ سلام کاراته ۲۰۱۹ که در توکیو برگزار شده بود موفق به کسب مدال طلا شد.
او همیچنین به عنوان بهترین کاراته کار ایران شناخته میشود و به تارگی در مسابقات ۲۰۲۵چنگو چین موفق به کسب مدال طلا شد. 
وی همچنین در مسابقات لیگ جهانی کاراته ۲۰۱۹ که در مسکو برگزار شده بود، موفق به کسب مدال طلا شد. در رنکینگ المپیکی اعلام شده در تاریخ ۱ می ۲۰۲۱ در رده ششم وزن ۵۵-کیلوگرم قرار گرفت.
سارا بهمنیار در مسابقات لیگ جهانی کاراته وان ۲۰۲۱ در استانبول ترکیه با پیروزی در برابر نماینده اوکراین توانست خودش را یک قدم به سهمیه المپیک ۲۰۲۰ نزدیک کند.
بهمنیار در مسابقات لیگ جهانی کاراته وان در لیسبون پرتغال، که آخرین شانس کسب سهمیه از طریق رنکینگ به‌شمار می‌رفت، با راهیابی به دیدار رده‌بندی موفق شد دومین سهمیه المپیک ۲۰۲۰ کاراته ایران را در بخش زنان را برای خود قطعی کند. 
سارا بهمنیار در ۱۶ مهر ۱۴۰۲ در مسابقات آسیایی هانگژو صاحب مدال برنز شد.

## دوران حرفه ای

### مسابقات المپیک ۲۰۲۰ توکیو
بهمنیار در بازی‌های المپیک تابستانی ۲۰۲۰ در نخستین رویارویی خود در مرحله گروهی در برابر سراپ اوزچلیک از کشور ترکیه که نفر اول وزن ۵۵- جهان و دارنده مدال طلای جهان است به میدان رفت و در پایان با نتیجه ۵ بر ۴ پیروز شد. او با این کامیابی، نخستین پیروزی تاریخ کاراته زنان ایران در عرصه المپیک را نیز رقم زد.
سارا بهمنیار سپس در دومین دیدار خود مقابل ون تزویان از کشور تایوان صف آرایی کرد. این ملی‌پوش کاراته ایران که سابقه کسب ۲ مدال طلا و همچنین دو نشان برنز لیگ جهانی کاراته را در سال‌های ۲۰۱۹، ۲۰۲۰ و ۲۰۲۱ دارد، نتیجه این مسابقه را ۵ بر ۱ به حریف تایوانی خود واگذار کرد.
او همچنین در دیدار سوم هم مسابقه را باخت تا از کسب مدال در المپیک ۲۰۲۰ توکیو باز بماند.

### مسابقات قهرمانی آسیا ۲۰۲۳
بهمنیار در اولین مسابقه خود با نتیجه ۶ بر صفر حریف سریلانکایی خود را پشت سر گذاشت و در دومین مسابقه اش با نتیجه ۶ بر ۲ نماینده کشور ژاپن را شکست داد.
نماینده وزن ۵۰- بانوان در سومین مسابقه خود با نتیجه ۶ بر ۲ مغلوب حریف قزاقستانی خود شد و راهی دیدار رده‌بندی شد، در مسابقه رده‌بندی سارا بهمنیار موفق شد حریف عربستانی خود را با نتیجه ۸ بر صفر شکست دهد و مدال  برنز مسابقات قهرمانی آسیا ۲۰۲۳ را بدست آورد.

### بازی‌های جهانی ۲۰۲۵
سارا بهمنیار که پرچمدار کاروان ورزشی ایران بود، در بازی‌های جهانی ۲۰۲۵ چنگدوی چین در رشته کاراته‌کار وزن ۵۰ کیلوگرم ایران، توانست با شکست همه رقبای خود نخستین مدال طلای کاروان ایران را تصاحب نماید.

## افتخارات
- مدال طلای نوجوانان آسیا سال ۲۰۱۴ مالزی
- مدال برنز جهانی ۲۰۱۵ اندونزی
- مدال نقره در تورنمنت تایلند
- مدال برنز وزن ۵۰ کیلوگرم در رقابت‌های جهانی کاراته سال ۲۰۱۸[۸]
- مدال نقره لیگ جهانی وان اتریش ۲۰۱۹
- مدال نقره مسابقات امیدهای جهان در اسپانیا
- مدال نقره مسابقات امیدهای آسیا در قزاقستان
- مدال برنز رقابت‌های قهرمانی جهان اسپانیا - با اولین حضور در تیم ملی کاراته بزرگسالان توانست به عنوان اولین ورزشکار بانو از استان گیلان به مدال جهانی کاراته دست‌یابد.[۹]